# Stožec (Šumava)
Stožec (německy Tusset) je výrazná šumavská hora, vysoká 1065 m n. m. Nachází se 2,5 km severně od obce Stožec a 5 km jihozápadně od Volar. S prominencí 247 metrů (8. nejvyšší v pořadí vrcholů na české straně Šumavy) ční vysoko nad okolní krajinu mezi Teplou a Studenou Vltavou.

## Přírodní památka
Na vrcholu a východním svahu hory se nachází stejnojmenná přírodní památka chránící přirozený ekosystém horských smíšených lesů.

## Přístup
Vrchol se nachází na území I. zóny NP Šumava, a protože na něj nevede žádná značená cesta, tak je nepřístupný.

## Okolí
Necelý 1 km jihozápadně od vrcholu se tyčí Stožecká skála, s jižní stěnou vysokou 30 metrů. Na skále jsou patrné zbytky strážního hrádku, který zde stál od 13. do 15. století a chránil Zlatou stezku.
Na východním úpatí skály vyvěrá pramen u něhož visíval obraz Matky Boží s dítětem a roku 1791 u něj byla postavena dřevěná poutní kaple Panny Marie, která během 2. poloviny 20. století pustla a renovována byla v roce 1988. K ní vede odbočka z modré značky z Českých Žlebů.

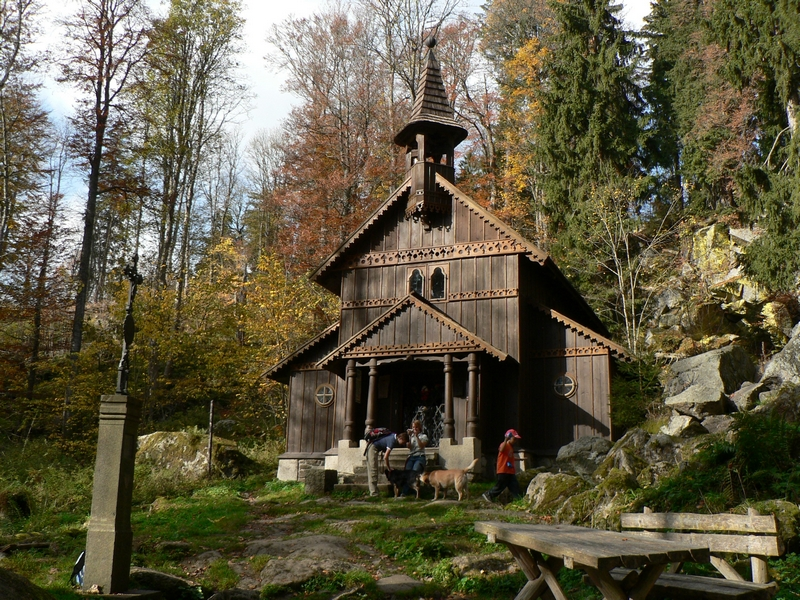
Stožecká kaple